# Elitserien i handboll för damer 2006/2007
Elitserien i handboll för damer 2006/2007 spelades 9 september 2006-18 mars 2007 och vanns av IK Sävehof. IK Sävehof vann sedan även det svenska mästerskapet efter slutspel.

## Sluttabell
| Nr | Lag                 | Matcher | Vinst | Oavgjort | Förlust | +/-     | Poäng |
| -- | ------------------- | ------- | ----- | -------- | ------- | ------- | ----- |
| 1  | IK Sävehof          | 22      | 20    | 1        | 1       | 700-466 | 41    |
| 2  | Skövde HF           | 22      | 19    | 2        | 1       | 714-504 | 40    |
| 3  | Irsta Västerås      | 22      | 16    | 0        | 6       | 587-535 | 32    |
| 4  | Skuru IK            | 22      | 14    | 0        | 8       | 629-538 | 28    |
| 5  | Team Eslövs IK      | 22      | 14    | 0        | 8       | 617-560 | 28    |
| 6  | Önnereds HK         | 22      | 12    | 1        | 9       | 567-513 | 25    |
| 7  | Spårvägens HF       | 22      | 10    | 3        | 9       | 545-520 | 23    |
| 8  | Lugi HF             | 22      | 8     | 2        | 12      | 535-560 | 18    |
| 9  | BK Heid             | 22      | 5     | 3        | 14      | 515-575 | 13    |
| 10 | Skånela IF          | 22      | 3     | 0        | 19      | 402-683 | 6     |
| 11 | G/T-76 IK           | 22      | 2     | 1        | 19      | 481-650 | 5     |
| 12 | Avesta Brovallen HF | 22      | 2     | 1        | 19      | 471-659 | 5     |

## Slutspel om svenska mästerskapet

### Kvartsfinaler: bäst av tre
- 25 mars 2007: Skövde HF-Önnereds HK 26-21
- 25 mars 2007: Skuru IK-Team Eslövs IK 22-28
- 25 mars 2007: Irsta Västerås-Spårvägens HF 22-19
- 26 mars 2007: IK Sävehof-Lugi HF 31-16

- 28 mars 2007: Spårvägens HF-Irsta Västerås 20-17
- 29 mars 2007: Önnereds HK-Skövde HF 24-20
- 29 mars 2007: Team Eslövs IK-Skuru IK 30-20 (Team Eslövs IK vidare med 2-0 i matcher)
- 30 mars 2007: Lugi HF-IK Sävehof 22-24 (Sävehof vidare med 2-0 i matcher)

- 2 april 2007: Irsta Västerås-Spårvägens HF 30-18 (Irsta Västerås vidare med 2-1 i matcher)
- 3 april 2007: Skövde HF-Önnereds HK 27-19 (Skövde HF vidare med 2-1 i matcher)

### Semifinaler: bäst av fem
- 15 april 2007: Skövde HF-Eslövs IK 27-23
- 15 april 2007: IK Sävehof-Irsta Västerås 25-23

- 19 april 2007: Team Eslövs IK-Skövde HF 25-29
- 19 april 2007: Irsta Västerås-IK Sävehof 27-15

- 23 april 2007: Skövde HF-Eslövs IK 30-20 (Skövde HF vidare med 3-0 i matcher)
- 23 april 2007: IK Sävehof-Irsta Västerås 25-22

- 26 april 2007: Irsta Västerås-IK Sävehof 18-21 (IK Sävehof vidare med 3-1 i matcher)

### Final
- 5 maj 2007: IK Sävehof-Skövde HF 29-27 efter förlängning (Globen)

IK Sävehof svenska mästarinnor säsongen 2006/2007.

## Skytteligan
- Sabina Jacobsen, Lugi HF - 22 matcher, 153 mål[2]

### Fotnoter
1. ↑   Handbollboken 2007/2008. 2007. sid. 177
2. ↑  ”Skyttedrottningar 1984–2012”. Svenska Handbollsförbundet. 2011 – 2012. Arkiverad från originalet den 21 april 2013. https://web.archive.org/web/20130421230635/http://www.svenskhandboll.se/ImageVaultFiles/id_2945/cf_31/Elit_Damer_Skyttedrottningar.PDF. Läst 29 juni 2014.